# 曹輻
曹輻（1485年—？），字子進，號榜山，浙江紹興府上虞縣人，匠籍，明朝政治人物。

## 生平
正德八年（1513年）癸酉科浙江鄉試第三十三名舉人。正德十二年（1517年）中式丁丑科會試第二百三十六名，登第三甲第二百零二名進士。刑部观政，授兴化县知县，升夷陵州知州，入为南京工部员外郎，升郎中，嘉靖十三年（1534年）六月出为廣東布政司左參議，卒于官。

## 家族
曾祖曹宗泰；祖父曹瑛；父曹信。前母周氏；母盧氏。具庆下。兄曹轩（知县）。